# Holopogon currani
Holopogon currani là một loài ruồi trong họ Asilidae. Holopogon currani được Martin miêu tả năm 1959. Loài này phân bố ở vùng Tân Bắc giới.